# King’s Cup (Fußball) 2012
Der King’s Cup 2012 (thailändisch คิงส์คัพ 2012) war die 41. Austragung eines Fußballwettbewerbs in Thailand. Ausgetragen und organisiert wurde der Wettbewerb vom thailändischen Fußballverband.

## Teilnehmende Mannschaften
| Mannschaft   | Nationaler Verband               | Regionaler Verband | Kontinentalverband |
| ------------ | -------------------------------- | ------------------ | ------------------ |
| Thailand     | Football Association of Thailand | AFF                | AFC                |
| Südkorea U23 | Korea Football Association       | EAFF               | AFC                |
| Dänemark     | Dansk Boldspil-Union             |                    | UEFA               |
| Norwegen     | Norges Fotballforbund            |                    | UEFA               |

## Modus
Jede Mannschaft tritt in einer Einfachrunde gegen die anderen teilnehmenden Mannschaften an. Jede Mannschaft bestreitet drei Spiele. Es wird nach der 3-Punkte-Regel gespielt (drei Punkte pro Sieg, ein Punkt pro Unentschieden).

## Austragungsort
Alle Spiele fanden in der Hauptstadt Bangkok im 50.000 Zuschauer fassenden Rajamangala Stadium statt.

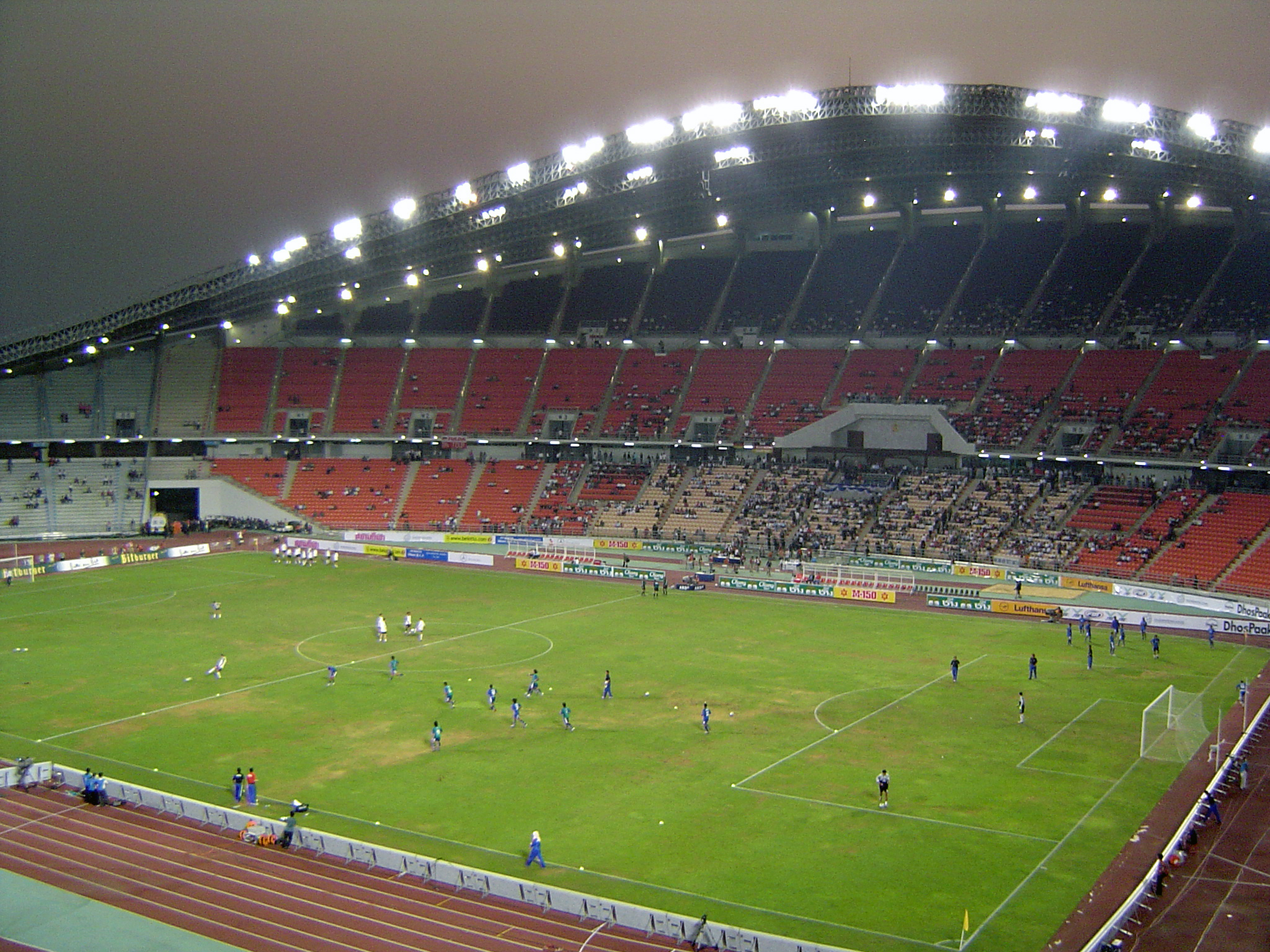
Rajamangala Stadium

## Tabelle
| Pl. | Verein       | Sp. | S | U | N | Tore    | Diff. | Punkte |
| --- | ------------ | --- | - | - | - | ------- | ----- | ------ |
| 1.  | Südkorea U23 | 3   | 2 | 1 | 0 | 006:100 | +5    | 07     |
| 2.  | Dänemark     | 3   | 1 | 2 | 0 | 004:200 | +2    | 05     |
| 3.  | Norwegen     | 3   | 1 | 1 | 1 | 002:400 | −2    | 04     |
| 4.  | Thailand     | 3   | 0 | 0 | 3 | 002:700 | −5    | 0      |

## Spiele
| Datum                        |              | Ergebnis |              |
| ---------------------------- | ------------ | -------- | ------------ |
| 15. Januar 2012 um 16:10 Uhr | Dänemark     | 1:1      | Norwegen     |
| 15. Januar 2012 um 19:00 Uhr | Thailand     | 1:3      | Südkorea U23 |
| 18. Januar 2012 um 16:10 Uhr | Dänemark     | 0:0      | Südkorea U23 |
| 15. Januar 2012 um 19:00 Uhr | Thailand     | 0:1      | Norwegen     |
| 21. Januar 2012 um 16:10 Uhr | Südkorea U23 | 3:0      | Norwegen     |
| 15. Januar 2012 um 19:00 Uhr | Thailand     | 1:3      | Dänemark     |

## Platzierung
| Platz    | Mannschaft   |
| -------- | ------------ |
| 1. Platz | Südkorea U23 |
| 2. Platz | Dänemark     |
| 3. Platz | Norwegen     |
| 4. Platz | Thailand     |